# Abbos Atoyev
Abbos Abdurazzoqovich Atoyev (dt. auch Abbos Atojew, engl. auch Abbos Atoev; * 7. Juni 1986 in Ko‘lxatib bei Vobkent, Oblast Buchara, Usbekische SSR, UdSSR) ist ein ehemaliger usbekischer Amateurboxer.

## Werdegang
Sein größter Erfolg in der Jugend war der Gewinn einer Bronzemedaille im Mittelgewicht bei den Junioren-Weltmeisterschaften 2004 in Südkorea. Er besiegte dabei unter anderem den späteren Olympiasieger James DeGale.
2007 gewann er im Halbschwergewicht die Asienmeisterschaften in der Mongolei mit einem Finalsieg gegen den späteren Olympiasieger Zhang Xiaoping und konnte sich in dieser Gewichtsklasse auch den Sieg bei den Weltmeisterschaften in Chicago sichern. Er besiegte dabei Constantin Bejenaru, Mamadou Diambang, Marijo Šivolija, Jerkebulan Schynalijew und den späteren Weltmeister Artur Beterbijew.
Er war daraufhin für die Olympischen Spiele 2008 in Peking qualifiziert, verlor jedoch seinen ersten Kampf gegen Dschahon Qurbonow. Bei den Asienmeisterschaften 2009 in China schied er ebenfalls im ersten Kampf gegen Vijender Kumar aus.
Er wechselte daraufhin in das Mittelgewicht und gewann dort überraschend die Goldmedaille bei den Weltmeisterschaften 2009 in Mailand, nachdem er sich gegen Ahmed Saraku, Kentarō Hayashi, Yamaguchi Falcão, Konstantin Buga, Vijender Kumar und Andranik Hakobjan durchgesetzt hatte. Bei den Asienspielen 2010 in China gewann er Silber im Mittelgewicht, als er im Finale wieder gegen Vijender Kumar unterlegen war.
Bei den Weltmeisterschaften 2011 in Baku verlor er zwar im ersten Kampf gegen Ryōta Murata, erreichte jedoch den ersten Platz bei der asiatischen Olympiaqualifikation 2012 in Astana. Bei den Olympischen Spielen 2012 in London kämpfte er sich gegen Badreddine Haddioui, Bogdan Juratoni und Vijender Kumar ins Halbfinale vor, wo er mit einer Bronzemedaille im Mittelgewicht knapp mit 12:13 gegen Ryōta Murata ausschied.
Atoyev gewann darüber hinaus unter anderem international besetzte Turniere in Finnland, Pakistan, Serbien, Taiwan, Türkei, Ukraine und Usbekistan. Ihm gelangen Siege unter anderem gegen Sergei Kowaljow, Maxim Koptjakow, Imre Szellő, René Krause, Dinesh Kumar, Eamon O’Kane, Adem Kılıççı, Chouaib Bouloudinats, Artjom Tschebotarjow, Rey Recio und Dmitri Tschudinow.